# Phasia nubdipennis
Phasia nubdipennis là một loài ruồi trong họ Tachinidae.